# Creu Commemorativa de la Curullada
La Creu Commemorativa de la Curullada és un monument del poble de la Curullada, al municipi de Granyanella (Segarra) inclòs a l'Inventari del Patrimoni Arquitectònic de Catalunya.

## Descripció
La creu commemorativa és situada dalt un turó que domina tot el poble. Fou erigida en record de l'afusellament del rector del municipi, Ramon Jové, durant la Guerra Civil.

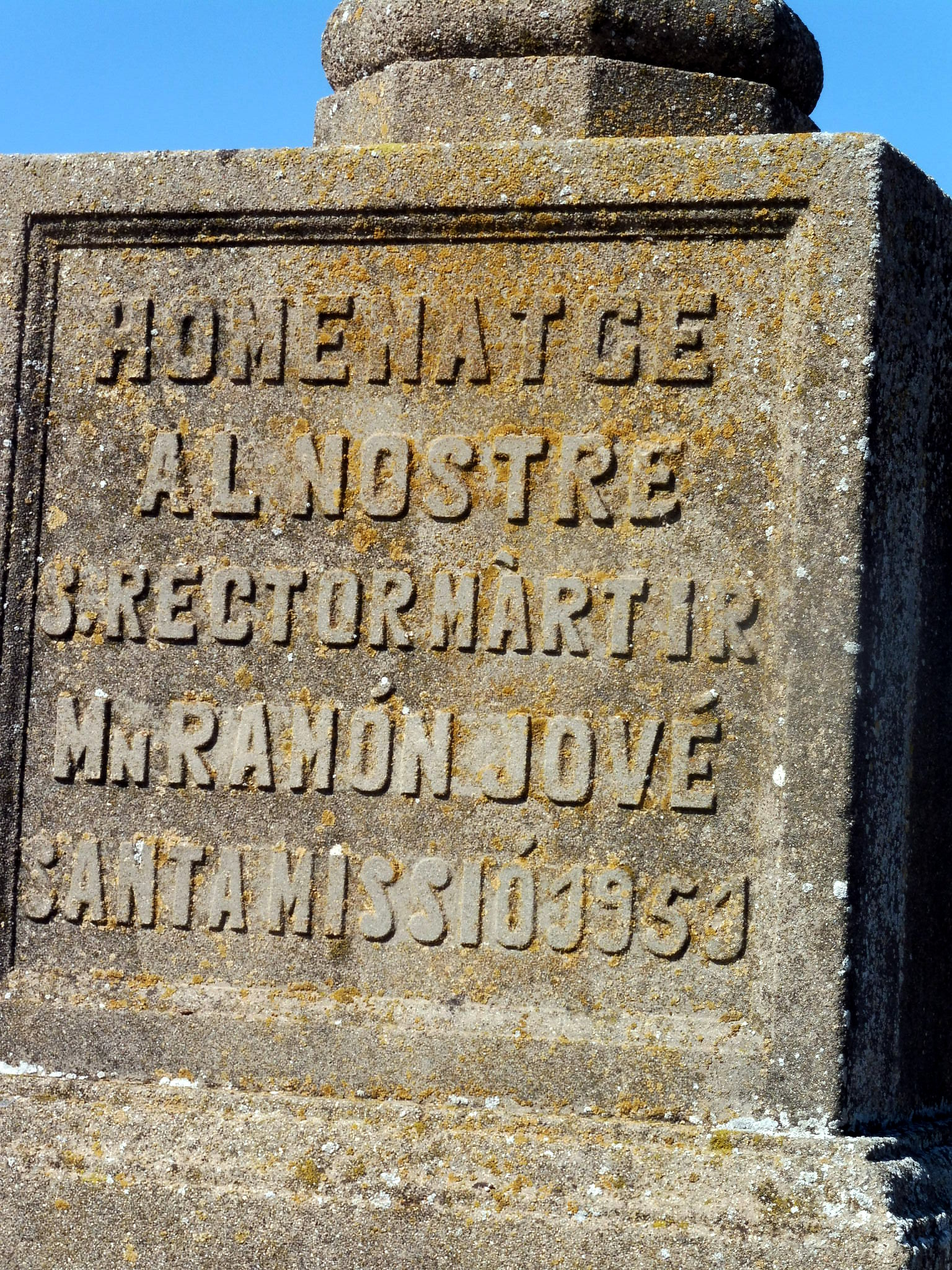
Inscripció al pedestal

Trobem un doble pedestal de secció quadrada que s'asseu sobre una graonada; el pedestal inferior no presenta cap mena de decoració, mentre que al superior apareix una inscripció commemorativa "Homenatge al nostre s. rector màrtir Mn. Ramon Jové. Santa Missió 1951". Per damunt d'aquesta estructura, es recolza un fust octogonal d'una sola peça, al final del qual s'hi troba la creu que presenta un mínim treball als extrems.

## Història
Tot i que és una creu commemorativa d'un fet històric, aquesta es pot situar dins el que s'ha anomenat les «Santes Missions» dutes a terme entre els anys 40 i 50 del segle XX amb les que es pretenia per mitjà de sermons predicats per gent especialitzada, com els missioners cordimarians del Pare Claret, explicar el dogma i moral als habitants d'un municipi per tal de reafirmar la seva fe cristiana. Aquests actes tenien una durada d'un a tres dies i incloïen activitats com un viacrucis, misses i una processó. Sovint com a recordatori s'aixecava una creu commemorativa del fet en algun lloc de la població.